# 蒙特蘇馬鎮區 (北卡羅萊納州埃弗里縣)
蒙特蘇馬鎮區（英語：Montezuma Township）是位於美國北卡羅萊納州埃弗里縣的一個鎮區。

## 地方資料
蒙特蘇馬鎮區的面積為17.52平方千米，皆為陸地。根據2020年美國人口普查的數據，當地共有人口601人，而人口密度為每平方千米34.3人。